# Scheinkornblume
Die Scheinkornblume (Volutaria muricata), vereinzelt auch Stern der Weisen genannt, ist eine Pflanzenart aus der Gattung Volutaria in der Familie der Korbblütler (Asteraceae).

## Beschreibung

### Vegetative Merkmale
Die Scheinkornblume wächst als ausdauernde krautige Pflanze, die Wuchshöhen von 40 bis 60 Zentimetern erreicht. Die Stängel sind verzweigt und ausgebreitet-aufsteigend. Die Laubblätter sind schmal lanzettlich, die unteren Blätter sind ungeteilt, die mittleren gefiedert und rau behaart, die oberen kleiner und ganzrandig.

### Generative Merkmale

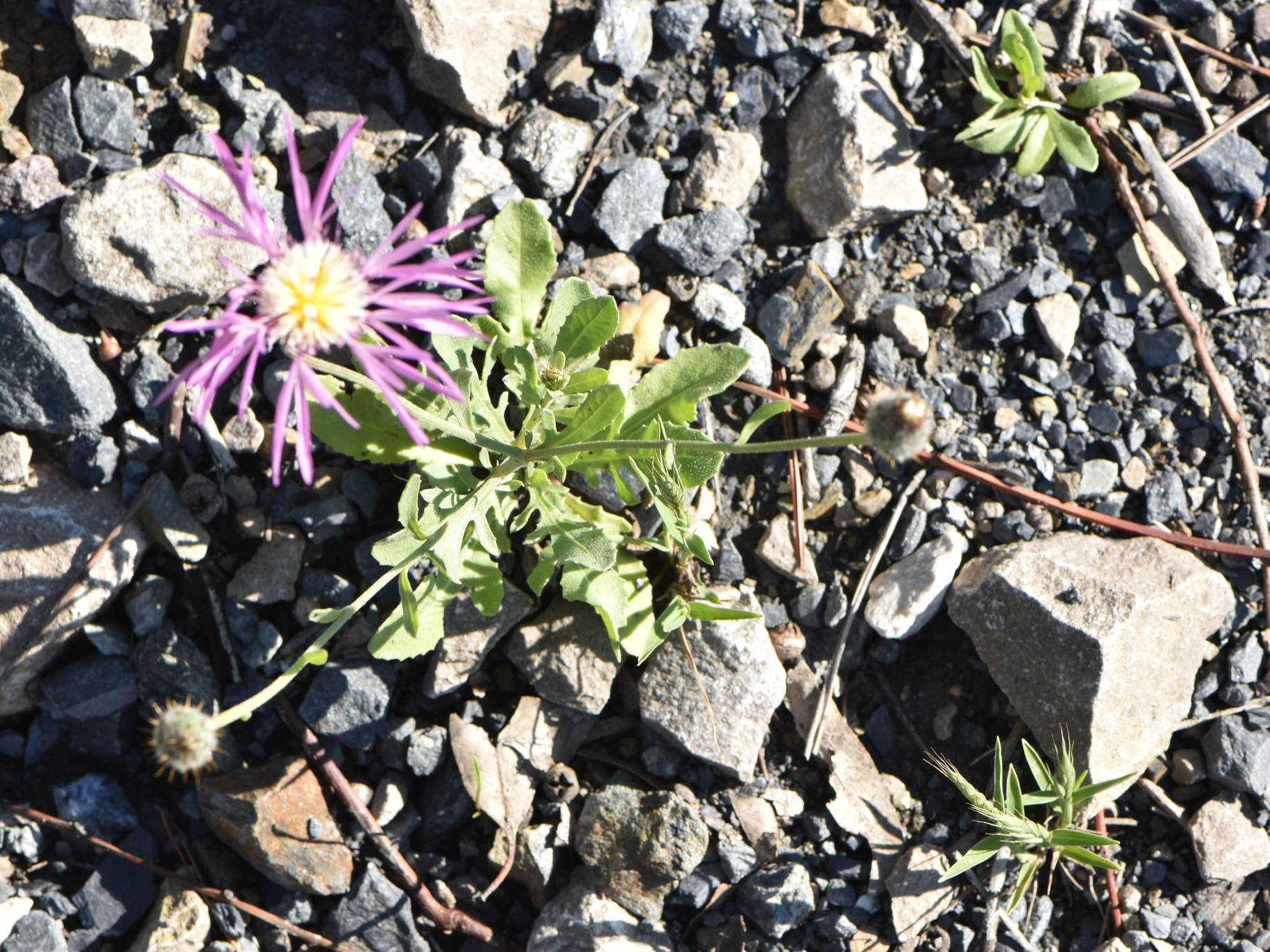
Habitus

Der 5 bis 15 cm Blütenstandstiel ist im oberen Bereich unbeblättert und am Ende spinnwebartig wollig behaart. Der körbchenförmige Blütenstand weist einen Durchmesser von 5 bis 7 Zentimeter auf. Die eiförmige Blütenkorbhülle misst 7 bis 20 × 10 bis 15 Millimeter und ist eiförmig. Die in fünf bis sieben Reihen stehenden Hüllblätter sind am feingesägten Rand und an der Spitze schwärzlich, die äußeren haben einen 1 bis 3 Millimeter langen, abstehenden Dorn. Der Blütenkorbboden ist mit langen Haaren besetzt. Die Blütenkörbe enthalten nur Röhrenblüten. Die randlichen, sterilen Röhrenblüten besitzen dunkelviolett bis purpurfarben, 23 bis 25 Millimeter lange, verwachsene Kronblätter, die in 10 bis 15 Millimeter langen, weit ausgebreiteten Kronlappen enden. Die inneren, fertilen Röhrenblüten besitzen 13 bis 14 Millimeter lange, verwachsene Kronblätter, die in 5 bis 6 Millimeter langen Kronlappen enden.
Die Blütezeit reicht von Juli bis August.
Die hell grau-braunen, fassförmigen Achänen besitzen einen krönchenförmigen Pappus aus mehreren Reihen unverwachsener, 1 bis 2,5 mm langer, ungleichmäßig gezähnter Schuppen, wobei die äußeren kürzer und schmaler sind als die inneren.
Die Chromosomenzahl beträgt 2n = 34.

## Vorkommen
Die Scheinkornblume kommt ursprünglich im südlichen Spanien und in Nordwestafrika (Algerien und Marokko), vielleicht auch in Libyen vor. Sie gedeiht an Feldrändern.

## Nutzung
Die Scheinkornblume wird selten als Zierpflanze in Sommerblumenbeeten und als Schnittblume genutzt. Sie wird einjährig kultiviert.

## Taxonomie
Die Erstveröffentlichung erfolgte unter dem Namen Centaurea muricata L. 1753 durch Carl von Linné in Species Plantarum, 2, S. 918. Die Neukombination zum derzeit gültigen Namen erfolgte 1934 durch René Maire in Émile Jahandiez und René Charles Joseph Ernest Maire in Catalogue des plantes du Maroc, S. 817.
Weitere Synonyme für Volutaria muricata (L.) Maire sind: Amberboa muricata (L.) DC., Volutarella muricata (L.) Benth. & Hook. f., Cyanopsis muricata (L.) Dostál.